# Russell Henry Manners
Russell Henry Manners (31 janvier 1800 - 9 mai 1870) est un amiral de la Royal Navy britannique et plus tard président de la Royal Astronomical Society.

## Jeunesse et carrière
Il est né à Londres, fils unique du député Russell Manners. En 1813, il est envoyé à la Royal Naval Academy et, en 1816, il entame une carrière dans la Royal Navy britannique. Il sert d'abord sur Minden, et en 1818, il devient aspirant sur Orlando. Il sert sur Malabar, Spartan et Pyramus avant d' obtenir sa lieutenance sur Tyne. Il continue à servir jusqu'en 1827 quand il prend le commandement de Britomart.

## Vie scientifique
Le 4 mars 1829, il obtient son grade de capitaine. À partir de ce moment, il consacre une grande partie de son attention aux intérêts scientifiques. Il se marie également en 1834 avec Louisa Jane, fille du comte de Noé, de France et sœur de l'artiste Amédée de Noé. Bien que le couple ait sept enfants, ils ne laissent que deux fils et une fille.
Il est élu à la Royal Astronomical Society en 1836 et s'engage dans des tâches administratives au sein de la société. Il est secrétaire honoraire de 1848 à 1858, date à laquelle il devient secrétaire étranger. Il est également président de la société par intermittence et est élu à ce poste en 1868.
Il poursuit également sa carrière dans la Royal Navy. En 1849, il se retire du service actif, devenant contre-amiral en 1855, vice-amiral en 1862 et amiral en 1865.
Le cratère Manners sur la Lune est nommé en son honneur.